# 5763 Williamtobin
5763 Williamtobin è un asteroide della fascia principale. Scoperto nel 1982, presenta un'orbita caratterizzata da un semiasse maggiore pari a 2,4555541 au e da un'eccentricità di 0,1655848, inclinata di 0,26321° rispetto all'eclittica.